# Bogoran (Kampak)
Bogoran is een bestuurslaag in het regentschap Trenggalek van de provincie Oost-Java, Indonesië. Bogoran telt 4450 inwoners (volkstelling 2010).